# Tonic Trouble
Tonic Trouble — це пригодницький екшн 1999 року, розроблений студією Ubisoft Montreal і виданий Ubisoft. Гра розповідає про прибиральника на ім'я Ед, який випадково скидає контейнер із невідомою рідиною зі свого космічного корабля на Землю, що призводить до мутації планети. П'яниця Ґрьоґ випиває з контейнера і отримує надприродні здібності, які дозволяють йому підкорити Землю. Гравець бере на себе роль Еда і має розв'язувати головоломки та боротися з ворогами, щоб здобути інструменти для перемоги над Ґрьоґом і повернення контейнера з метою створення антидоту.
Tonic Trouble був задуманий Мішелем Анселем і розроблявся командою з близько 120 осіб. Передвиробництво стартувало у червні 1996 року. Після кількох затримок гра вийшла для Nintendo 64 у серпні 1999 року, а версія для Windows з'явилася в грудні того ж року. Адаптація для Game Boy Color, створена студією RFX Interactive, вийшла в Європі у 2000 році. Гра отримала змішані відгуки критиків: похвалу за керування, музичний супровід, дизайн рівнів і графіку, але критику за камеру, ігровий процес, візуальний стиль і відсутність оригінальності. Загалом було продано 1,1 мільйона копій гри.

## Ігровий процес
Tonic Trouble — це пригодницький екшн від третьої особи. Гравець керує персонажем на ім'я Ед, який досліджує тривимірні рівні, займаючись платформінгом і проходячи через портали, при цьому використовуючи горохостріл (з виглядом від першої особи). Нові ґаджети відкриваються в міру проходження рівнів. Їх створює божевільний учений, який виготовляє горохостріл, метелик (краватку), що дозволяє Едові літати, шолом для занурень під воду, пояс-невидимку, який дає змогу набувати вигляду ворогів, а також стрибаючу палицю, що дозволяє ходити по лаві та розбивати люки. У версії для Game Boy Color шість рівнів, тоді як у версіях для Nintendo 64 і Windows — дванадцять.

Ед може стрибати, лазити, літати, плавати й повзати. Щоб отримати можливість бити ворогів ногою та рукою, він має перетворитися на Супер-Еда, вживаючи попкорн. Шкала здоров'я збільшується після збору термометрів. Також Ед може використовувати палицю, щоб бити ворогів, активувати перемикачі та відчиняти двері до кімнат із бонусами. Серед завдань — збір червоних кульок та інших предметів. Розв'язання головоломок дає бонуси та допомагає у боротьбі з ворогами. Збирання бонусних сфер відкриває секретний рівень.

## Сюжет
У версії для Nintendo 64 головним героєм є Ед — фіолетовий прибулець, який працює прибиральником на материнському кораблі. Під час прибирання складу він женеться за жуком, намагаючись його розчавити. Втомившись, Ед п'є рідину з невідомої колби, але одразу ж випльовує її на підлогу. Через це оживають гвинти, що відкривають люк у підлозі — і контейнер випадає з корабля на Землю. Потрапивши в річку, він забруднює її та спричиняє мутації по всій планеті. П'яниця Ґрьоґ, який спав неподалік, випиває рідину й отримує надприродні сили, що дозволяють йому захопити Землю.
У версії для ПК початкова історія інша. Ед мріє подарувати щось дівчині, яка йому подобається, але її хлопець женеться за ним — і Ед тікає до складу. Дізнавшись про мутагенні властивості рідини, він викидає контейнер у сміттєпровід, звідки той падає на Землю. До того, як знайти контейнер, Ґрьоґа виганяють із бару за несплачений рахунок.
Невдовзі після інциденту до Еда звертається агент Xyz — лідер руху опору. Він просить героя знайти контейнер, щоб створити протиотруту для подолання мутацій. Ед вирушає на Землю на маленькому космічному кораблі та прямує до винахідника Дока й його доньки Сюзі, які повинні допомогти у виконанні місії. По дорозі Ед розбиває корабель у горах і мусить спускатися на санчатах. У підніжжя він опиняється в Південній Долині, де зустрічає Сюзі. Вона благає його врятувати її батька, якого ув'язнив власний робот після зараження.
Звільнивши Дока, Ед дізнається, що той будував катапульту, яка могла б закинути його прямо до Замку Ґрьоґа. Проте посіпаки Ґрьоґа вкрали необхідні деталі, й тепер Ед мусить їх повернути. Останню частину забрав ворог на ім'я Чарівний Гриб, але Ед перемагає його. Коли катапульту завершено, Ед летить у Замок Ґрьоґа, де перемагає антагоніста в битві та повертає контейнер. Завдяки цьому він нарешті може очистити Землю від зараження.

## Розробка та випуск
Tonic Trouble був задуманий і спочатку спроєктований Мішелем Анселем, автором Rayman (1995). На створення гри його надихнули сюжет Day of the Tentacle та механіка переміщення між світами з The Legend of Zelda: A Link to the Past. Пре-продакшн почався в червні 1996 року, і це був перший проєкт студії Ubisoft Montreal, де над грою працювали:
- 60 програмістів,
- 30 аніматорів,
- 12 дизайнерів рівнів,
- 12 3D-художників,
- 4 працівники звукового відділу.[14]

Ігровий рушій, який отримав назву «Architecture Commune Programmation», створювали 50 внутрішніх співробітників протягом 18 місяців, а загальний бюджет склав US$4 мільйони.Студія хотіла повністю використати можливості новітніх процесорів Intel Pentium II. Tonic Trouble став однією з перших ігор, які розповсюджувалися на DVD-ROM — що на той час було великою рідкістю. Додатковий простір на DVD дозволив додати довше вступне відео та більше музичних треків. Дизайнер П'єр-Олів'є Клеман зазначив, що команда прагнула зробити так, щоб гравець усвідомлено приймав кожне своє рішення, на відміну від динамічних шутерів типу Duke Nukem чи Quake. Щоб відрізнити гру від паралельного проєкту Rayman 2: The Great Escape, розробники зробили акцент на пригодницькому жанрі, а не на бойовому екшені. Саундтрек створювався шість місяців композитором Еріком Шевальє та п'ятьма внутрішніми звуковими редакторами.
Гра вперше була представлена в січневому випуску Electronic Gaming Monthly (1997) як перша гра Ubisoft для Nintendo 64 під робочою назвою HED (спочатку також ім'я головного героя). Пізніше її перейменували в Ed, і на той момент це вже була восьма зміна назви. У квітні 1997 Ubisoft офіційно анонсувала гру з очікуваним виходом у грудні 1997, а фінальну назву Tonic Trouble було обрано через онлайн-конкурс наприкінці квітня. На виставці E3 у червні 1997 року гру презентували як проєкт для Nintendo 64 та Windows, обіцяючи чотиригравцевий кооператив і підтримку 64DD після виходу версії з картриджем, однак пізніше представники компанії заявили, що не зосереджуватимуться на 64DD, оскільки пристрій ще не завершено, а геймплей із головоломками не надто сумісний із мультиплеєром. Критики одразу помітили схожість з Rayman: лімболапий герой Ед, яскраві світи та подібна платформінгова механіка, але в 3D (на відміну від 2D в Rayman). У травні 1998 року Ubisoft уклала угоду з компанією Newman's Own, завдяки якій до Windows-версії гри додавали пачку попкорну Newman's Own, а в самій грі бренд з'явився на автоматах із попкорном. У листопаді 1998 Newman's Own розпочала розповсюдження US$10 купонів на знижку для Tonic Trouble у 4 мільйонах коробок попкорну — термін дії до 1 червня 1999 року. За кожен використаний купон Ubisoft передавала US$1 у фонд табору Hole in the Wall Gang Camp у Франції..
Спочатку Tonic Trouble планували випустити в листопаді 1997 року, однак гру неодноразово переносили: спочатку на початок 1998-го, потім на квітень, червень, четвертий квартал 1998-го, і зрештою на 15 лютого 1999 року. За словами автора IGN, версія, продемонстрована на E3, була у вкрай сирому стані: їй бракувало анімацій, відзначалися низька частота кадрів та неповоротке керування. Всі ці проблеми були вирішені до моменту виходу нового прев'ю в грудні 1998 року. З 9 по 11 жовтня 1998 року гра демонструвалася на виставці Tokyo Game Show (TGS) разом із Rayman 2. Оглядач з IGN зазначив, що хоча обидві гри виглядали деталізованими, Rayman 2 виглядав «значно чіткіше». Рання версія гри, позначена як «Special Edition», розповсюджувалась у складі програмних комплектів разом із відеокартами, зокрема: Matrox Marvel G200-TV, Matrox Mystique 200, Matrox Marvel G400-TV, Guillemot Maxi Gamer Phoenix. У лютому 1999 року ходили чутки, що Tonic Trouble і Rayman 2 також вийдуть для PlayStation, і на TGS того року обидві гри були зазначені серед запланованих версій для цієї консолі. У березні 1999 року компанія Ubisoft отримала ліцензію на використання технології Dolby Pro Logic для об'ємного звуку в іграх Tonic Trouble та Rayman 2. Дати релізу: Nintendo 64 — 31 серпня 1999 року; Windows — 7 грудня 1999 року. Окрема версія для Game Boy Color, розроблена RFX Interactive, була вперше представлена на французькій виставці Milia у лютому 2000 року. Ця адаптація зберегла той самий сюжет і персонажів, однак геймплей був перероблений із 3D у 2D. Вона вийшла в ексклюзивному європейському релізі того ж року — Ubisoft не планувала випуск гри в США. Варто зазначити, що версія для Game Boy Color була однією з кількох ігор Ubisoft, які використовували функцію Ubi Key — вона дозволяла обмінюватися даними між різними іграми через інфрачервоний порт Game Boy, відкриваючи додатковий контент.

## Оцінки й відгуки
| Агрегатор    | Оцінка           |
| ------------ | ---------------- |
| GameRankings | N64: 53% PC: 70% |

| Видання                   | Оцінка                             |
| ------------------------- | ---------------------------------- |
| Electronic Gaming Monthly | N64: 6.12/10                       |
| Game Informer             | N64: 7/10                          |
| GamePro                   | N64: 3.0/5                         |
| GameRevolution            | N64: F                             |
| GameSpot                  | N64: 3/10                          |
| GameZone                  | PC: 8.5/10                         |
| IGN                       | N64: 5.0/10 PC: 6.3/10 GBC: 6.0/10 |
| Next Generation           | N64: 3/5                           |
| Nintendo Power            | N64: 7.4/10                        |

Tonic Trouble отримала змішані відгуки. За даними агрегатора GameRankings, середній зважений рейтинг склав 53 % для версії на Nintendo 64 і 70 % для Windows-версії. Станом на 2001 рік гра розійшлася тиражем у 1,1 мільйона копій. Electronic Gaming Monthly зазначив, що з погляду дизайну рівнів Tonic Trouble є «чітко побудованим платформером», при цьому схему керування також було високо оцінено. Game Informer похвалив «велику різноманітність геймплею» та «надійне керування», які, на думку видання, сподобаються шанувальникам жанру. GamePro відзначив музичний супровід та звукові ефекти, а також назвав головоломки тим, що робить геймплей «різноманітним» і «складним». Suzi Sez з GameZone, рецензуючи ПК-версію, захоплено відгукнулась про: «вражаючу» 3D-графіку; «чудові» звукові ефекти й музику; «милу й веселу» історію; високу реіграбельність. Matt Casamassina з IGN вважав:
графіку «хорошою»; персонажів і рівні — «добре спроєктованими»; музику — однією з сильних сторін гри. У рецензії на Game Boy Color-версію від Tim Jones (IGN) відзначалися: «чітке й чутливе» керування; приємний гумор; гарна візуальна частина. Він також зазначив, що: графіка «чітка» й барвиста; анімації спрайтів — «відмінні» й деталізовані; музика — «добре зроблена». Jeffrey Adam Young з Next Generation схвально оцінив ігровий світ та поєднання платформінгу, дослідження й головоломок. Він також, як і Jones, похвалив керування та гумор. Nintendo Power відзначив, що завдяки хорошому керуванню гра стала приємнішою, а музика добре доповнює візуальний стиль.
З іншого боку, Tonic Trouble також зазнала серйозної критики від багатьох видань. Electronic Gaming Monthly: поклало провину за візуальні недоліки на Nintendo 64; розкритикувало битви з босами як надто прості; назвали музику невиразною, персонажа Еда — «дратівливим», а систему камери — «заплутаною».
Game Informer: негативно відгукнувся про графіку; зазначив проблеми з камерою. GamePro: розкритикував «бідні текстури», «низьку роздільність» і «розмитість» персонажів; голоси героїв назвали «натягнутими»; головною проблемою названо невідповідність управління камері. Johnny Liu з GameRevolution: присудив Еду титул «Найгірший персонаж 1999 року у відеоіграх»; назвав гру «такою ж жахливою, як і її герой»; критика стосувалася «дурнуватого» сюжету, «сирого» управління, «дратівливої» камери та «хаотичної» графіки. Ben Stahl з VideoGames.com: охарактеризував Tonic Trouble як «показовий приклад того, як не треба робити платформери»; назвав палітру кольорів «болючою для очей», графіку — «жахливою», а дизайн рівнів — «прісним і банальним»; у відмінність від GamePro, саундтрек він назвав «безглуздим» і низькоякісним; поскаржився на брак звукових ефектів, «примітивний» геймплей та знову ж таки проблеми з камерою. Matt Casamassina (IGN): порівняв гру з кораблем S. S. Minnow, а Rayman 2 — з розкішним Love Boat; вважав, що головною проблемою є «вкрай шаблонне відчуття» гри; погодився зі Stahl щодо браку звукових ефектів. Vincent Lopez (IGN, ПК-версія): теж порівняв гру з Rayman 2, підкресливши, що вона занадто схожа на старі платформери; розкритикував камеру, яка погіршувала враження від геймплею; управління назвав «кривуватим». Tim Jones (IGN, Game Boy Color): засудив гру за «безсоромну вторинність». Nintendo Power: висловив незадоволення через проблеми з обробкою попадань (hit detection) в окремих локаціях.